# شهرستان تورت‌کول
ناحیهٔ تورت‌کول (به ازبکی: Toʻrtkoʻl tumani، تۉرت‌کۉل تومنی)(به قره‌قالپاقی: Tórtkúl rayonı، ٴتورت‌كۇل رایونىُ) یک شهرستان در ازبکستان است که در قره‌قالپاقستان واقع شده‌است. ناحیه تورت‌کول ۲۲۸٬۸۰۰ نفر جمعیت دارد.